# Дуано (язык)
Дуано (Duano', Desin Dolak, Desin Duano, Duano’, Orang Kuala, Orang Laut) — австронезийский малайский язык, на котором говорят в Индонезии на восточном побережье Суматры в провинции Риау, в сопредельной провинции Острова Риау, а также в малайзийском штате Джохор. На дуано говорит только старшее поколение, а молодое перешло на индонезийский и малайский языки.